# Miyuu Sawai
Miyuu Sawai(沢井 美優 Sawai Miyū, nascută 23 octombrie 1987 în Prefectura Kanagawa) este o actriță japoneză, model și un gravure idol. Cel mai cunoscut rol ei a fost Usagi Tsukino / Sailor Moon în adoptarea live-action Sailor Moon.

## Filmografie

### Seriale TV
- Pretty Guardian Sailor Moon, Usagi Tsukino[3]
- Kids Wars 5, Yoko Kimura
- Shun (Season), Shun Sugita
- A Chain of Cursed Murders, Saki
- Shaolin Girl, Kanagawa Miyuu
- Kamen Rider × Kamen Rider W & Decade: Movie War 2010 (2010), Erika Mutsuki
- Space Battleship Yamato (2010), Higashida
- Kamen Rider Wizard, Aya Yamamoto (episoade 47-48, 51)

### Anime-uri
- Fullmetal Alchemist: Conqueror of Shamballa, Noah
- Black Cat, Reira/Layla
- GR: Giant Robo, V